# CPRI
CPRI — (сі-пі-ар-ай, англ. Common Public Radio Interface, загальний відкритий радіо інтерфейс) — стандарт, що визначає інтерфейс між функціональними блоками базової станції стільникового зв'язку. У термінах самого стандарту CPRI — це інтерфейс між контролерами радіоапаратури (англ. REC, Radio Equipment Controllers) і вбудованими або віддаленими радіомодулями (англ. RE, Radio Equipment).
У число компаній, що працюють над прийняттям і розвитком стандарту, входять Ericsson AB, Huawei Technologies Co. Ltd, NEC Corparation, Alcatel Lucent і Nokia Siemens Networks GmbH & Co. KG.
У 2011 році Санкт-Петербурзька компанія ДОК розробила високошвидкісний повнодуплексний радіоміст з інтерфейсом CPRI, що працює в діапазонах міліметрових довжин хвиль 40.5-43.5 ГГц і 71-76/ 81-86 ГГц.
РРС-1000-CPRI призначений для з'єднання на швидкості 1228,8 Мбіт/с блоків обробки базових частот з віддаленими виносними радіочастотними блоками мереж WiMAX і LTE.